# Daniel Gastl
Daniel Gastl (Innsbruck, 28 giugno 1993) è un lottatore austriaco specializzato nella lotta greco-romana.

## Palmarès
- Europei

Budapest 2022: bronzo nei 97 kg